# Guy II de Pontailler
Vous lisez un « bon article » labellisé en 2012.
Guy II de Pontailler, né en Bourgogne en 1348 (ou 1335) et mort en 1392 (peut-être le 4 mai), est un noble français, seigneur de Talmay, de Fenay, de Chevigny, de Saulon-la-Rue, de Saulon-la-Chapelle, de Chailly, de Champagny, de Tart-le-Haut, de Pontailler-sur-Saône et d'Heuilley-sur-Saône.
Il est nommé maréchal de Bourgogne en 1364 par le duc Philippe le Hardi, fonction qu'il occupe jusqu'à sa mort en 1392. Ce dernier lui accorda sa confiance tout au long de sa carrière.
Aux côtés de son duc, Guy II administre l'armée bourguignonne, et participe à plusieurs faits de guerre : lors de la guerre de Cent Ans, contre les Grandes Compagnies qui terrorisaient la région, sur des théâtres de conflits en France et enfin en Flandre.
Bien que le duc ne l'indemnise pas toujours à la mesure de sa fonction, lui causant des problèmes financiers réguliers, Guy II de Pontailler agrandit considérablement sa seigneurie en « outre-Saône ». Avec sa seconde épouse, Marguerite d'Anglure, il a notamment Guy III de Pontailler, qui devint chevalier de la Toison d'or sous Charles le Téméraire.

## Biographie

### Ascendance
Guy II de Pontailler était un descendant direct de Guillaume de Champlitte, devenu prince d'Achaïe après la quatrième croisade, ancêtre de la famille de Champlitte-Pontailler qui pendant quatre siècles allait avoir une position très importante au duché de Bourgogne. Guillaume avait épousé Eustachie de Courtenay. Son fils, Guillaume II (1200-1271), hérita de l'essentiel des biens familiaux dont la vicomté de Dijon, et les seigneuries de Pontailler-sur-Saône, Maxilly-sur-Saône, Vonges et Heuilley-sur-Saône.
Guy II de Pontailler naquit de l'union de Hugues de Pontailler (?-1385), seigneur de Talmay, d'Heuilley, de Fenay, de Chevigny, de Saulon, de Villeneuve et de Chailly, avec Jeanne de Chalon (?-1372),.
Il eut un frère cadet : Jean de Pontailler.

### Mariages

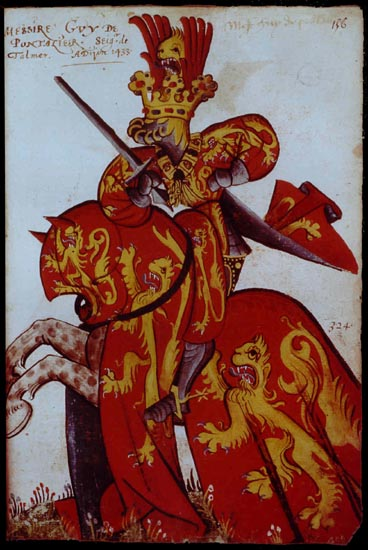
Guy III De Pontailler, fils de Guy II et chevalier de la Toison d'or (manuscrit du XVe siècle, BNF).

Guy II de Pontailler se maria une première fois à Marguerite de Blaizy (?-1367). Il eut deux enfants : Guillemette (?-1401) et Jacques (?-28 septembre 1396). Il s'unit ensuite à Marguerite d'Anglure (1338-1402), fille d'Ogier VII d'Anglure, seigneur d'Anglure, de Saint-Chéron et d'Étoges et de Marguerite de Conflans, qui naquit le 23 mars 1369 et avec laquelle il eut un enfant : Guy III de Pontailler (1382-1439),.

### Maréchal de Bourgogne

#### Nomination

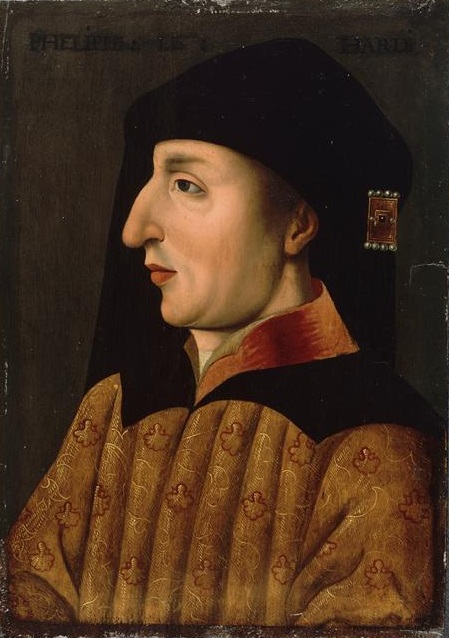
Philippe II de Bourgogne

Au XIVe siècle, des Grandes Compagnies mettaient la Bourgogne dans un état d'insécurité permanent. Le duc Philippe le Hardi décida de renforcer le système de défense de la principauté en fortifiant les villes et en nommant des capitaines dans les places fortes. Il devait avant tout compter sur des hommes loyaux et bien payés. Selon Bertrand Schnerb, l'exemple de Guy II de Pontailler illustre bien cette figure d'homme dévoué à la cause du prince.
Le 28 janvier 1364, Guy de Pontailler fut nommé maréchal du duché de Bourgogne par une lettre écrite par le prince,, confirmée l'année suivante :

« Phelippe fils de Roi de France, Duc de Bourgogne ; à tous ceux qui ces lettres verront, salut. Nous nous recordons que dés environ le mois de Janvier l'an 1363. nous receumes et encore recevons par ces présentes en nostre Mareschal nostre amé et féal Chevalier Messire Guy de Pontoillier aux droits, émoluments et proffits accoutumés tant comme il nous plaira et li avons donné et donnons pouvoir, authorité et mandement espécial de faire tout ce qui à office de nostre Maréchal appartient, peut et doit appartenir. Si donnons en mandement à tous nos sujets, prions et requérons les autres qu'audit Messire Guy, aux choses appartenant aud. Office de Mareschaussie, obéissent et entendent diligemment et li prestent conseil, confort et aide se mestier en a, et ils en sont requis. En tesmoing de ce nous avons fait mettre notre séel à ces lettres. Donné à Talant le sept jour de Janvier l'an de grâce 1364. Ainsi signé, par Monseigneur le Duc, J. Blanchet. »

Le duc lui demanda alors « de faire guerre pour lui »,.
La fonction de maréchal de Bourgogne était vacante depuis 1361. Le maréchal était l'officier militaire le plus gradé sous l'administration directe du duc. Il devait donc être totalement dévoué et issu de la haute noblesse, être riche également pour faire face aux dépenses entraînées par cette charge, avoir une bonne expérience militaire enfin. Le maréchal « a pour charge principale le contrôle des gens de guerre (…) [il] organise les montres [les revues], vérifie leur équipement, juge la qualité de leurs montures, assurer leur remonte [leur retour] après les combats, organise leur déplacement et leur logement. »

#### Faits d'armes

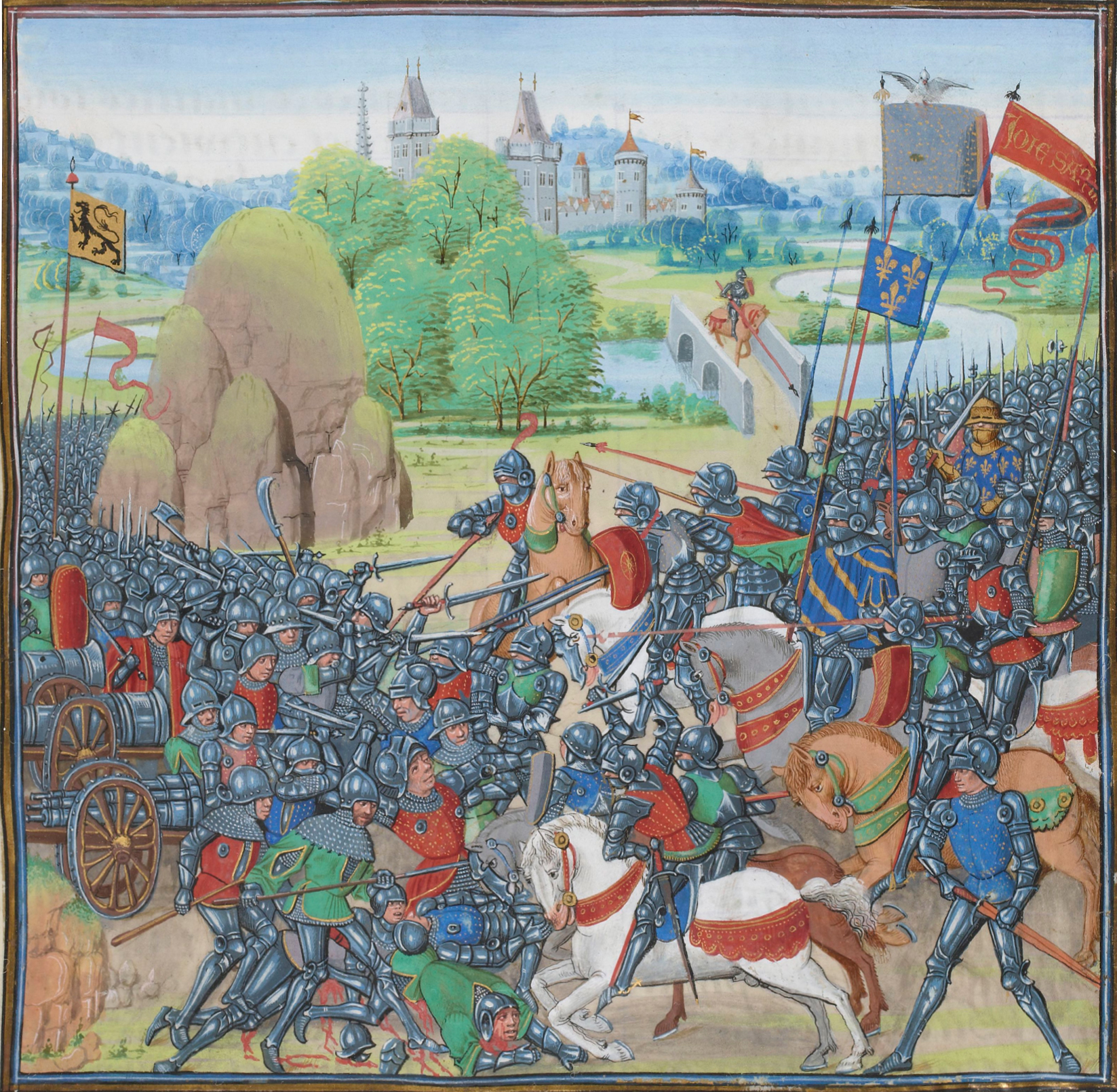
La bataille de Roosebeke, à laquelle participa certainement Guy II.

La même année, il prit part à une expédition au-delà de la Saône contre le comte de Montbéliard. Il finança alors quarante lanciers et dix archers. Il était souvent sur les routes, allant de Pontailler à Saugey, ou à Laperrières afin d'intimer l'ordre aux gens des Compagnies qui s'y trouvaient de ne pas porter dommages aux sujets du duc. Le maréchal Guy II de Pontailler effectuait d'incessants déplacements car il était le seul à prendre le risque d'aller parlementer avec les Routiers ; selon ses propres mots : « il n'y avait homme qui osât aller par devers eux si je n'y étais. » Il mena plusieurs attaques à succès contre ces mercenaires et notamment contre un de leurs capitaines, Guillaume Pot. Ce fut à cette occasion qu'il fit quelques prisonniers, dont il espéra une rançon (estimée à hauteur de deux à 3 000 florins). Toutefois, ces prisonniers, logés en son hôtel de Dijon, furent réclamés par le bailli de la ville, Hugues Aubriot, qui les fit pendre par la suite. Guy II ne fut pas indemnisé et perdit donc tout espoir de gagner un important pécule. Cette mésaventure lui advint de nouveau plus tard, en 1368 ou 1369, après la défaite d'un capitaine mercenaire du nom de Jacques Flour, capturé avec des criminels par Guy II qui espérait en obtenir quatre à 5 000 francs de rançon. Ces criminels étant recherchés par le bailli d'Autun, Guy II les lui remit, sans indemnités. Jacques Flour fut, lui, échangé par le maréchal contre un chevalier bourguignon prisonnier des Anglais.
En 1364-1365, dans le cadre de la guerre de Cent Ans, Guy II fit le siège de Villaines. Il aurait également effectué un pèlerinage en Terre sainte selon Gabriel Dumay.
C'est dans les années 1370 que Nicolas de Fontenay, seigneur de Saint-Liébaut, bailli de Troyes et grand officier ducal, succédant à Saladin d'Anglure, reprit de Guy de Pontailler, maréchal de Bourgogne, lui-même engagé dans la métallurgie en Val de Saône, les terres de Chennegy et de Valcon.
En août 1372, Guy de Pontailler présenta au duc Philippe, en compagnie duquel il servait alors contre les Anglais en Guyenne, une requête dans laquelle il énuméra les pertes militaires et matérielles qu'il avait subies durant les huit années de sa fonction de maréchal. Le maréchal se plaignait d'avoir été fort mal payé de ses gages, qui pouvaient s'élever selon les missions, de deux à six francs jour. Il protestait également auprès du duc contre l'irrégularité de versement de sa paie dévolue à « soutenir l'état de sa personne » (celle du prince, ce qui s'assimilait alors à des frais de représentation note Bertrand Schnerb), à hauteur de 100 francs par mois. Enfin, il demandait remboursement des chevaux morts à son service (près de 44 en huit ans), conformément à l'usage coutumier dit du « restor de chevaux ». Il semble que Guy II avait consenti à de lourdes avances à son duc : il aurait versé 400 francs à l'écuyer Jacquot de Chamblanc (qui avait donné sa maison forte au duc) et 4 500 francs à Arnaud de Cervole, dit l'Archiprêtre (pour qu'il restituât le château de la Vesvre, conservé en guise de gage). Or, Guy II, qui s'en porta caution en 1364 (de même que le bailli d'Autun), ne fut jamais remboursé.
En 1368, Guy II chevaucha aux côtés du duc pour s'opposer à des Grandes Compagnies revenant d'Espagne, à la suite de leur défaite à la bataille de Nájera. Sa charge l'obligeait aussi à rendre sûres les routes du territoire gardé par Olivier de Clisson, « qui n'étaient pas en grande obéissance », homme jadis engagé par le roi mais qui s'est ensuite tourné vers les Grandes Compagnies.
En 1369, il accompagna le duc en Artois pour faire barrage à une avancée anglaise menée par le duc de Lancastre.
En 1371-1372 il participa, toujours aux côtés du duc de Bourgogne, mais aussi auprès du duc de Berry, à des expéditions en Bourbonnais et en Auvergne, puis en Guyenne.

#### La Flandre et la mort

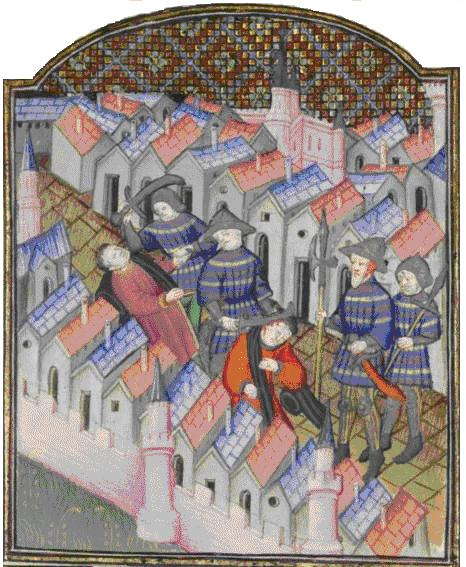
La première révolte de Gand, manuscrit des Chroniques de Jean Froissart, XVe siècle

En novembre 1379, Guy II accompagna Philippe le Hardi à Arras. Le duc souhaitait jouer le rôle d'intermédiaire entre le pouvoir comtal flamand et les révoltés de Gand, dans ce qui était les prémices d'une guerre en Flandre. Guy II fut confirmé dans son prestige en 1381 : le duc le nomma alors « gouverneur général » du duché de Bourgogne et des terres que ce dernier tenait au comté,,.
En 1384, après la trêve de Leulinghem, le duc prit des mesures d'ordre militaire pour assurer la sécurité du comté de Flandre, acquis à la Bourgogne. Il nomma donc Guy de Pontailler et Jean, son frère cadet, « gouverneurs du pays de Flandre », en collégialité avec l'un des proches conseillers de Louis de Male, représentant d'un grand lignage de Flandre.
En 1385, aux côtés de l'amiral Jean de Vienne, il fonda une chapelle à Mont-Roland.
La mort de Guy II de Pontailler semblait être survenue en 1392. Selon Bertrand Schnerb, il joua un « rôle essentiel au sein du gouvernement bourguignon »,. C'est en effet le principat de Philippe le Hardi qui procura au duché de Bourgogne « une longue période de paix qui, pour l'essentiel, dura de 1369 à 1410 : 42 années sans gens de guerre qui furent la chance de la Bourgogne. »

## Armoiries
| Blason | Blasonnement : « De gueules au lion d'or armé et lampassé d'azur »,. |

## Possessions

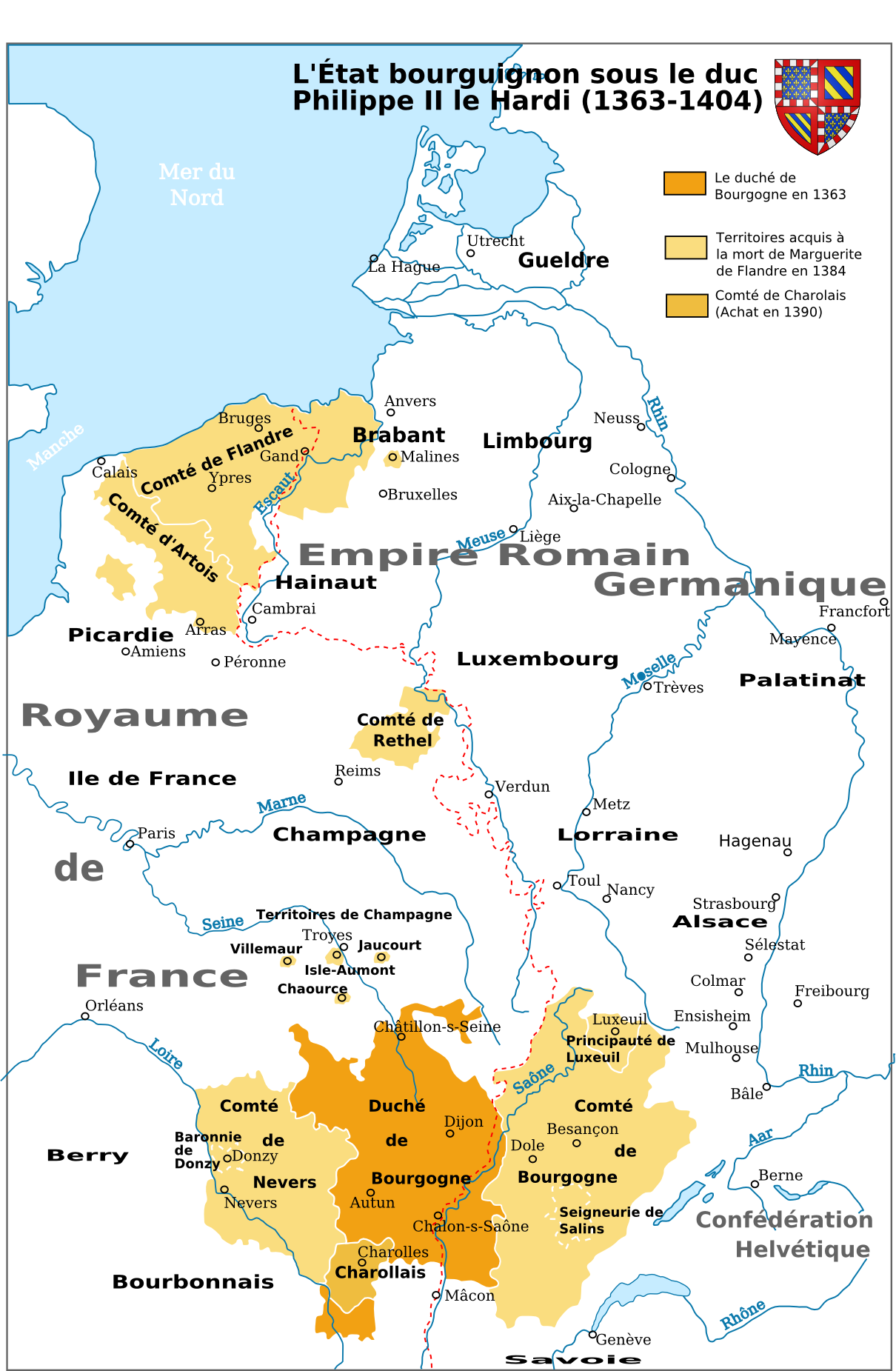
L'État bourguignon sous le duc Philippe le Hardi et sous le maréchal Guy II de Ponrailler, entre 1363 et 1404

Les deux plus importantes de ses acquisitions furent celles de la seigneurie d'Heuilley-sur-Saône, sur Guillaume de la Borde, écuyer (1368) et d'une partie de celle de Talmay relevant du fief de Pesmes, sur Guyot d'Aubigny (achat du 20 décembre 1384 selon Gabriel Dumay).
Guy II avait subi de lourdes pertes dues aux chevauchées des ennemis du duc sur ses terres, notamment celles situées « outre-Saône ». Il perdit donc une seigneurie, qui fut « arse » (brûlée), et qui lui rapportait 400 florins de rente annuelle. Ses habitants refusèrent d'y retourner, par peur d'être de nouveau vandalisés. Sa terre de Montsinjon avait également été détruite. Si l'on ajoute le fait qu'il devait sans cesse avancer de l'argent pour assurer sa fonction de maréchal de Bourgogne, avances jamais remboursées par le duc, Guy II avait été contraint de s'endetter et de vendre « 150 livrées de terre » (une propriété lui rapportant donc 150 livres par an). Il a été conservé une lettre de Guy II adressée au duc, dans laquelle il suppliait ce dernier de l'aider financièrement :

« Si vous plaise, mon très redouté seigneur, me pourvoir sur ce, en manière qu'il ne me faille vendre mon héritage. Car en bonne foi, je suis moult endetté en votre pays pour maintenir l'honneur de votre maréchaussée. »

Selon Bertrand Schnerb, la situation financière de Guy II ne fut pas aussi difficile. Certes il endura une période d'endettement mais dont il sut se relever. Il reçut un don de 500 francs du duc en récompense des pertes subies, puis il obtint de lui gratifications, pensions et indemnisations de toutes sortes. Enfin, dès 1370, Guy II reconstitua et agrandit notablement son domaine patrimonial.

## Historiographie
Il n'existe qu'une seule étude sur Guy II de Pontailler, relativement romancée, intitulée Guy de Pontailler, sire de Talmay, maréchal de Bourgogne 1364-1392 et datant de 1907. Il s'agit d'un mémoire de la société bourguignonne de géographie et d'histoire écrit par l'érudit dijonnais Gabriel Dumay.

#### Ouvrages historiographiques
- Gabriel Dumay, Guy de Pontailler, sire de Talmay, maréchal de Bourgogne 1364-1392, Jacquot et Floret, coll. « Mémoires de la société bourguignonne de géographie et d'histoire », 1907 (lire en ligne).
- Urbain Plancher, Histoire générale et particulière de Bourgogne avec des notes, des dissertations et des preuves justificatives, tome 3, A. de Fay, 1748.
- Prosper Brugière Barante, Histoire des ducs de Bourgogne de la maison de Valois, 1364-1477, t. I, Paris, Ladvocat, 1826 (lire en ligne). Réédité par Lacour Rediviva, 2006

#### Études modernes
- Bertrand Schnerb, L'État bourguignon, Paris, Perrin, coll. « Tempus », 2005, 469 p. (ISBN 978-2-262-02360-7).
- Bertrand Schnerb, L'honneur de la maréchaussée : maréchalat et maréchaux en Bourgogne, des origines à la fin du XVe siècle, Brepols, coll. « Burgundica », 2000 (ISBN 978-2-503-51038-5)
- Jean Richard, « Le gouverneur de Bourgogne au temps des ducs Valois », Mémoires de la Société pour l'Histoire du Droit et des Institutions des anciens pays bourguignons, comtois et romands, t. 19,‎ 1957, p. 101-112.